# Вулиця Перфецького
Вулиця Перфецького — вулиця у Франківському районі міста Львова, в місцевості Кульпарків. Сполучає вулиці Кульпарківську та Івана-Теодозія Куровця.

## Історія
Вулиця виникла у першій третині XX століття, у 1930-х роках мала назву Закладова бічна, через своє розташування поблизу закладу для душевнохворих на Кульпаркові. Після війни та встановлення у Львові радянської влади отримала назву Артема бічна (назву вулиця Артема мала сучасна вулиця вулиця Володимира Великого). Сучасна назва походить з 1993 року, на пошану українського художника-баталіста Леоніда Перфецького.

## Забудова
Вулиця забудована переважно сучасними спорудами — офісними будівлями 1970-х—1980-х років, багатоквартирними п'яти- та дев'ятиповерховими будинками 1980-х—2000-х років. Збереглися два одноповерхових конструктивістських будиночки 1930-х років.
У 1980 році на вулиці Перфецького відкрили першу у Львові сучасну автозаправну станцію. З 1980-х років тут діє ринок автозапчастин.

## Будинки
- № 2а — десятиповерховий житловий будинок, зведений у 2011—2012 роках.
- № 3 — п'ятиповерховий житловий будинок. Одне з приміщень першого поверху будинку займає відділення АТ «Ощадбанк».
- № 5 — п'ятиповерховий житловий будинок з вбудованими гаражними боксами на цокольному поверсі.
- № 19 — будівлі управлінь патрульної поліції та автомобільної інспекції УМВСУ у Львівській області.
- № 21 — будівля колишнього «Геотехнічного інституту» споруджена 1985 року[11]. У 2024—2025 роках будівлю планують реконструювати, розширити площу, добудувати додаткові поверхи та облаштувати у ній стаціонарну поліклініку. Інші застарілі будівлі та гаражні приміщення мають демонтувати, а на їх місці збудувати спортивно-реабілітаційні корпуси заввишки від 3 до 7 поверхів. Саме в них розташується реабілітаційна зона з тренажерними залами та відновлювальними кабінетами. Новим медичним комплексом запланований підземний паркінг на 45 машиномісць із додатковими евакуаційними виходами[12].

## Цікавий факт
Перед будівлею Геотехнічного інституту стоїть кам'яна статуя лева із щитом роботи скульптора Юзефа Стажинського. До 1967 року цей лев прикрашав тріумфальну арку пам'ятника Слави на цвинтарі «Орлят». У 1967 році лева перенесли на вулицю Вітовського і встановили навпроти парку культури, перед цим змінивши герб на щиті з польського на радянський, із серпом і молотом. Пізніше лева перенесли на вулицю Богдана Хмельницького, 176, де він прикрашав майданчик перед будівлею об'єднання «Прикарпатпромарматура». На початку XXI століття лева перемістили на Кульпарків.